# Matela (Penalva do Castelo)
Matela ist ein Ort und eine ehemalige Gemeinde (Freguesia) im portugiesischen Kreis Penalva do Castelo. Die Gemeinde hatte 189 Einwohner (Stand 30. Juni 2011).
Am 29. September 2013 wurden die Gemeinden Matela und Antas zur neuen Gemeinde União das Freguesias de Antas e Matela zusammengeschlossen.